# 下比倫

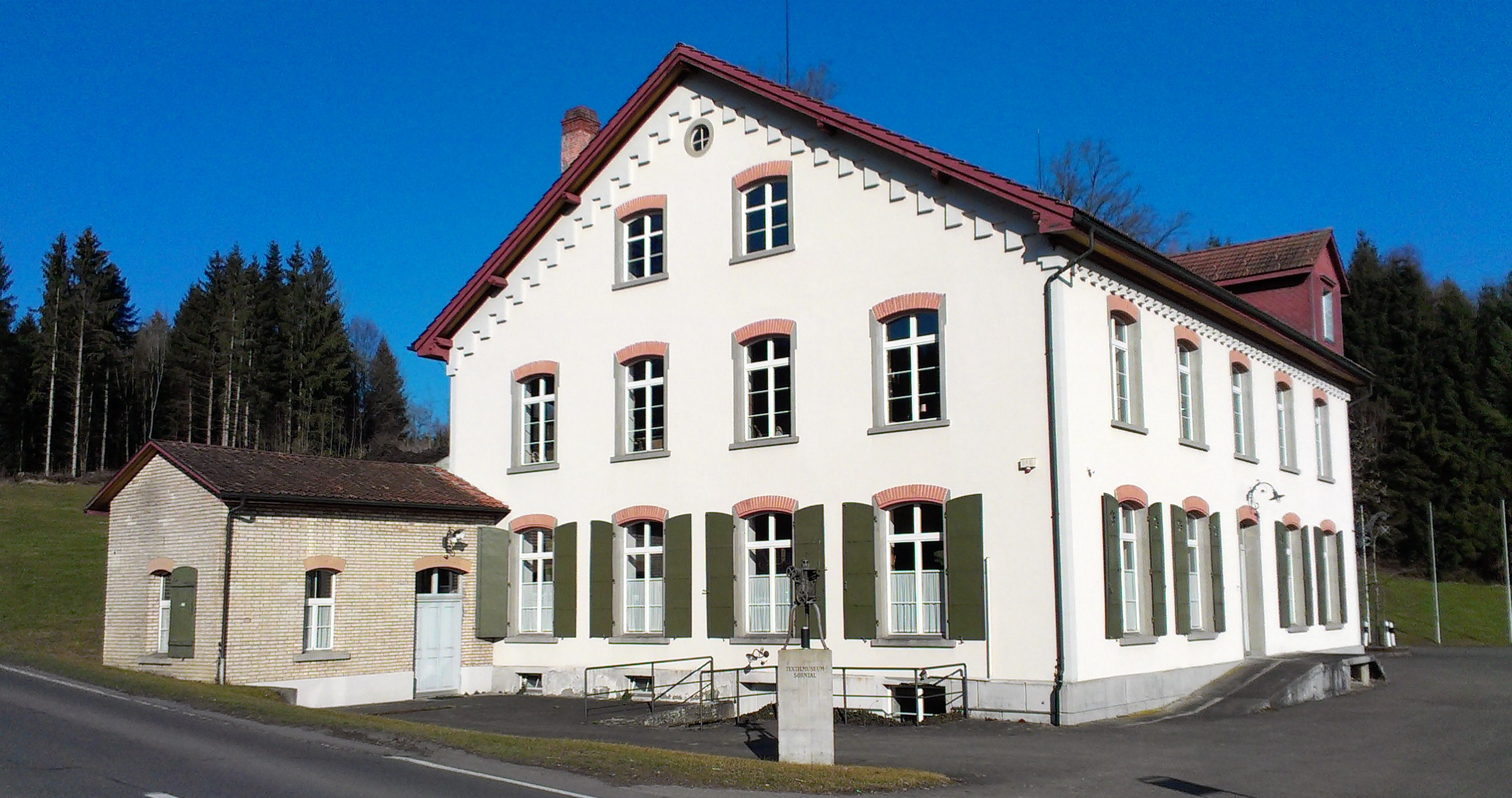

下比倫是瑞士的城鎮，位於該國東北部，由聖加侖州負責管轄，面積15.84平方公里，海拔高度488米，2011年人口1,432，六成半人口信奉羅馬天主教，人口密度每平方公里90人。

## 外部連結
- Official website （德文）